# Liste der Einträge im National Register of Historic Places im Scott County (Illinois)

Lage des Scott County in Illinois

Die Liste der Einträge im National Register of Historic Places im Scott County in Illinois führt alle Bauwerke und historischen Stätten im Scott County auf, die in das National Register of Historic Places aufgenommen wurden.
| [ 2 ] | Name                          | Bild                         | Eintragsdatum        | Lage                                                                       | Ort        | Beschreibung |
| ----- | ----------------------------- | ---------------------------- | -------------------- | -------------------------------------------------------------------------- | ---------- | ------------ |
| 1     | Naples Archeological District |                              | 1979 ID-Nr. 79000869 | Ostufer des Illinois River, südlich von Naples 39° 44′ 18″ N, 90° 37′ 6″ W | Naples     |              |
| 2     | Winchester Historic District  | Winchester Historic District | 1979 ID-Nr. 79000870 | IL 106 39° 37′ 50,7″ N, 90° 27′ 21,5″ W                                    | Winchester |              |